# Putins palats
Putins palats (ryska: Дворец Путина) officiellt Residenset på Kap Idokopas (ryska: Резиденция на мысе Идокопас) är ett palats byggt i italiensk
renässansstil vid Svarta havet nära Gelendzjik i Krasnodar kraj i Ryssland. 
Visselblåsaren Sergej Kolesnikov hävdar att det har byggts åt president Vladimir Putin, något dennes talesmän har förnekat.
Residenset ligger i ett 74 hektar stort skogsområde i närheten av staden Praskovejevka, som köptes 2005. Sex år senare förvärvades det 17 700 kvadratmeter stora palatset, som ännu inte var färdigbyggt, av oligarken Alexander Ponomarenko.
2012 släppte Boris Nemtsov och Leonid Martynyuk en rapport om Vladimir Putins lyxliv, Putin's Palaces: The Life of A Galley Slave, där denna byggnad är en av 20. I januari 2021 släppte Antikorruptionsstiftelsen (FBK), som leds av Aleksej Navalnyj, en film om palatset och korruptionen bakom bygget på Youtube.

## Bilder

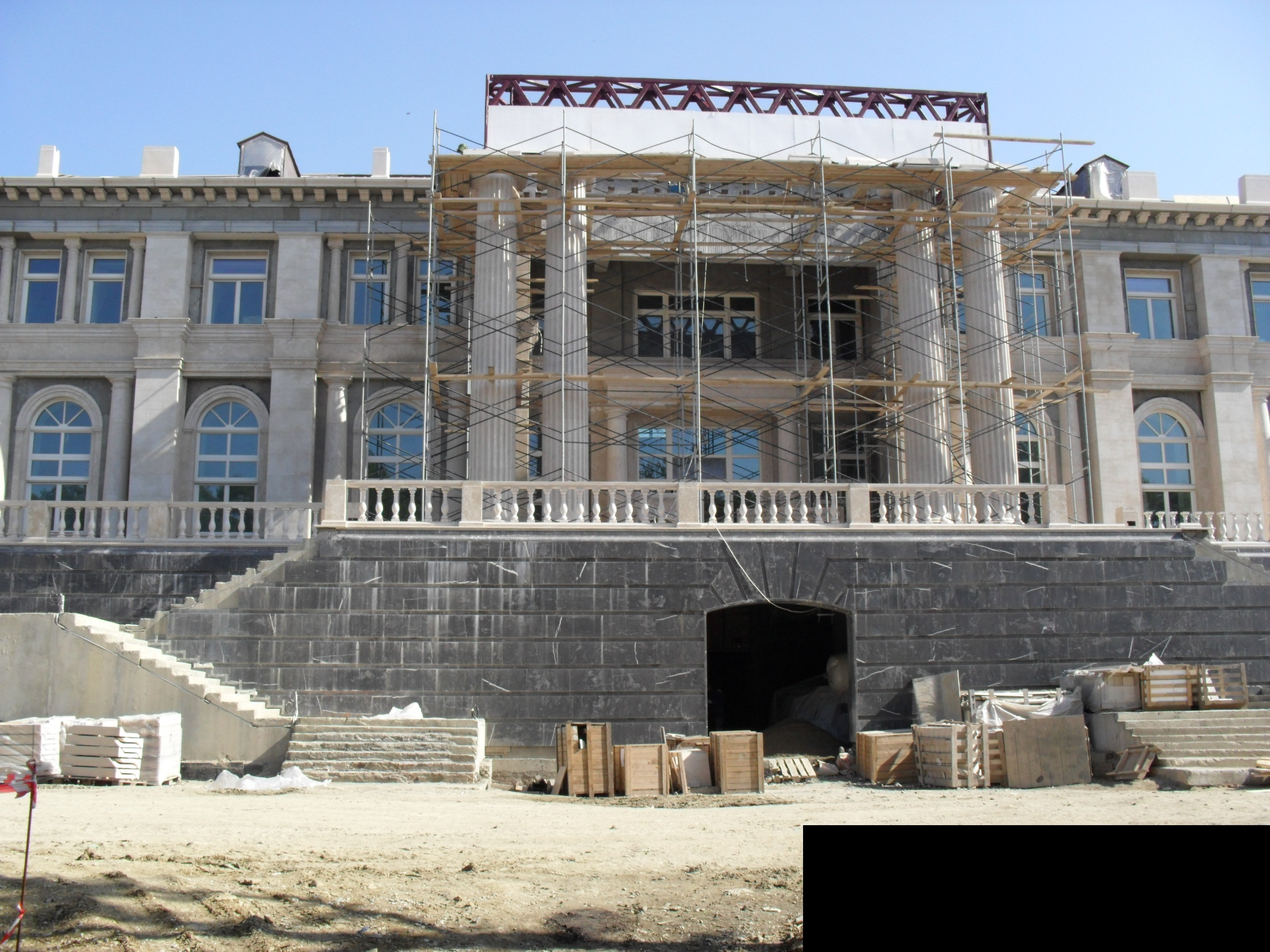
Palatset under byggnad.
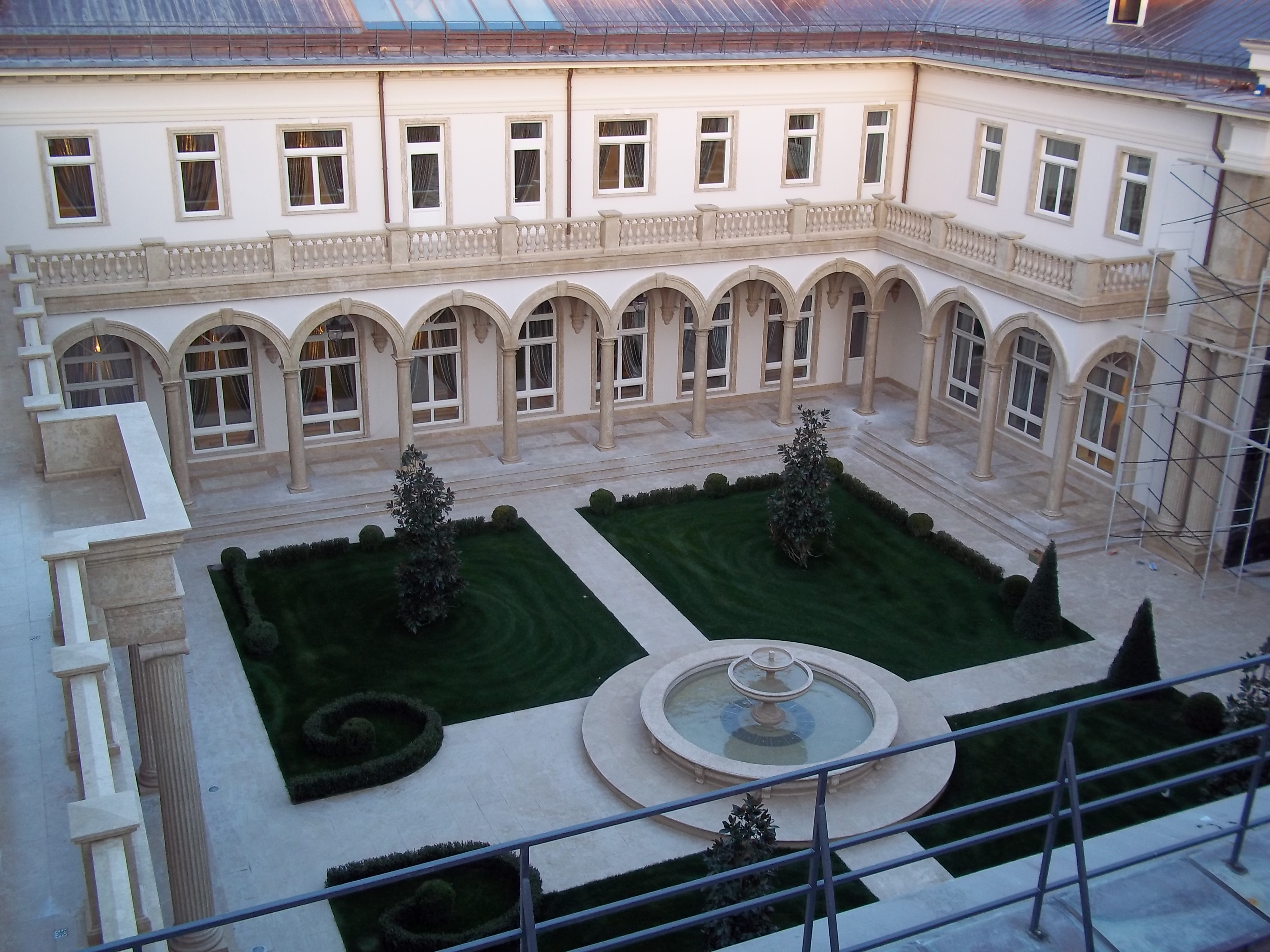
Innergården.
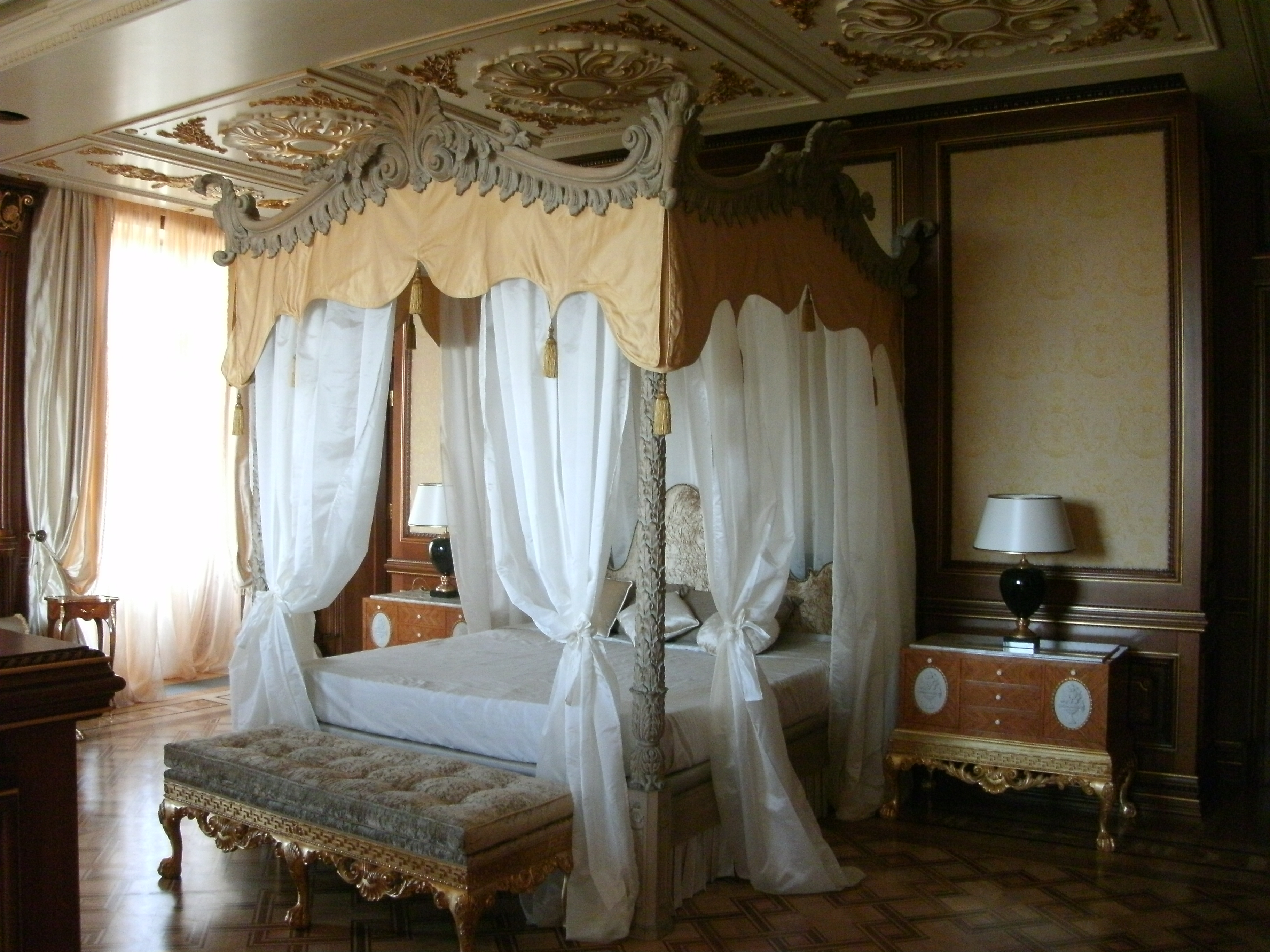
Ett av sovrummen.